# Naftol AS
Naftol AS ili naftol-AS bojila su netopljiva azo-bojila koja nastaju kopulacijom nekog topljivog diazonijevog spoja na jednu topljivu aktivnu komponentu direktno na vlaknu ili tkanini. Kako komponente ne sadrže grupacije koje omogućuju otapanje u vodi (sulfonske –SO3H i karboksilne grupe -COOH), nastaju na vlaknu zapravo pigmentna bojila. Upotrebljavaju se u prvom redu za bojanje celuloznih materijala, manje za svilu, a određene kombinacije se upotrebljavaju i za bojanje acetatnog rejona i sintetičkih vlakana. Dobivena obojenja vrlo su postojana prema svim utjecajima, često koliko i najbolja reaktivna bojila. Značajna je i njihova upotreba za štampanje u boji (tisak).

## Naftoli
Naftoli (nafta + [alkoh]ol) ili hidroksinaftaleni su organski spojevi koji se odvode od naftalena zamjenom jednog ili više vodikovih atoma hidroksilnom skupinom (OH). U malim se količinama nalaze u katranu kamenog ugljena, a proizvode se taljenjem odgovarajućih sulfonskih kiselina s alkalijama, pri čem se sulfo-skupina SO3H zamjenjuje hidroksilnom skupinom. Najjednostavniji naftol, C10H7OH, može s obzirom na položaj hidroksilne skupine postojati u dva izomera: 1-naftol i 2-naftol. To su kristalne tvari koje lako sublimiraju, slabo se otapaju u vodi, a dobro u organskim otapalima. Oba ta naftola, osobito 2-naftol, te njihovi derivati (naftolsulfonske kiseline, nitronaftoli i aminonaftoli) važni su međuproizvodi u sintezi organskih bojila, i to kao reaktanti u reakciji kopulacije. Koriste se i u proizvodnji insekticida i fungicida te kao sredstva za konzerviranje u tehnici.

## Umjetna bojila
Umjetna bojila ili sintetska bojila pojavljuju se nakon sinteze mauveina iz anilina (W. H. Perkin, 1856.). Njihova se tržišna primjena temeljila na proizvodnji velikih količina anilina iz katrana kamenog ugljena kao sirovine (otuda naziv katranske, odnosno anilinske boje). Nakon otkrića diazotacije i alizarinske sinteze u drugoj polovici 19. stoljeća, ostvarena je industrijska sinteza indiga, kongo-crvenila, indantrena i mnogih drugih bojila. Disperzijska bojila uvedena su 1923., a reakcijska 1956. Bojila za tekstil u Hrvatskoj proizvodi od 1950. zagrebačka tvornica "Chromos – Organske boje". Umjetna bojila su jeftinija i velike učinkovitosti, stoga danas drže vodeći položaj u proizvodnji.
Sintetska bojila mogu se podijeliti prema materijalu koji se njima bojaju na bojila za tekstil, za kožu, za papir, za plastične mase, za hranu, za ulja, masti, voskove, tekuća goriva i maziva, za premazna sredstva i naliče i za druge specijalne svrhe. Bojila za tekstil mogu se podijeliti na bojila za biljna vlakna, za životinjska vlakna, za sintetička vlakna i za miješana vlakna ili tkanine. Među bojila za specijalne svrhe idu bojila za mikroskopiju, za fotografiju, za kozmetiku, za pirotehniku, za farmaceutske svrhe, za kemijsku analizu (indikatori).
Prema svojstvima bojanja dijele se bojila u ove grupe:
- bojila topljiva u vodi: 
  - bazna,
  - kisela,
  - močilna,
  - metalkompleksna,
  - supstantivna (direktna),
  - reaktivna,
  - leukoesteri reduktivnih bojila (indigosoli);
- bojila topljiva u alkoholu;
- bojila netopljiva u vodi: 
  - bojila koja se redukcijom mogu prevesti u leukospojeve topljive u vodi (reduktivna i sumporna bojila),
  - disperziona bojila,
  - bojila topljiva u mastima i uljima,
  - pigmentna bojila,
  - bojeni lakovi;
- bojila koja se grade na vlaknu (materijalu): 
  - naftol-AS bojila,
  - acetatna bojila za razvijanje,
  - oksidaciona bojila,
  - bojila koja nastaju u diazotipiji,
  - bojila za višeslojnu fotografiju u bojama.